# Chinle-formatie
De Chinle-formatie is een continentale geologische formatie uit het Laat-Trias van fluviatiele, lacustrine en palustrine tot eolische afzettingen verspreid over de Amerikaanse staten Nevada, Utah, het noorden van Arizona, het westen van New Mexico en het westen van Colorado. In New Mexico wordt het vaak verheven tot de status van een geologische groep, de Chinle Group. Sommige auteurs beschouwen de Chinle controversieel als synoniem voor de Dockum-groep in het oosten van Colorado en New Mexico, het westen van Texas, de Oklahoma-panhandle en het zuidwesten van Kansas. De Chinle-formatie maakt deel uit van het Colorado Plateau, Basin and Range, en het zuidelijke deel van de Interior Plains. Een waarschijnlijk afzonderlijk depositiebekken in de Chinle is te vinden in het noordwesten van Colorado en het noordoosten van Utah. Het zuidelijke deel van de Chinle bereikt een maximale dikte van iets meer dan vijfhonderdtwintig meter. Typisch rust de Chinle niet conformistisch op de Moenkopi-formatie.
De Chinle-formatie werd waarschijnlijk grotendeels afgezet in het Norien, volgens een overvloed aan chronologische technieken. Het is een dikke en fossielhoudende formatie met talrijke benoemde leden (subeenheden) in het hele gebied van afzetting.

## Onderzoeksgeschiedenis
Terwijl kleurrijke Trias-sedimenten van het Colorado-plateau al sinds de 19e eeuw worden onderzocht, werd de Chinle-formatie pas formeel benoemd en beschreven in 1917 door Herbert E. Gregory. Het werd benoemd naar Chinle Valley in Apache County, Arizona, land dat grotendeels binnen het Navajo-gebied valt. Gregory heeft geen typeplaats aangewezen. Hij splitste de Chinle in vier subeenheden, gelabeld A (jongste) tot D (oudste). Dit omvatte niet het onderliggende Shinarump-conglomeraat (genoemd door GK Gilbert en Edwin E. Howell in 1875), dat hij als een aparte formatie beschouwde.
Geologen en paleontologen van de United States Geological Survey gingen in de 20e eeuw door met het in kaart brengen van de Chinle-formatie, waarbij de niet nader genoemde subeenheden van Gregory werden herzien. Een basisstratigrafie van de formatie werd ontwikkeld voor noord-centraal New Mexico door Wood en Northrop (1946), en een stratigrafie in de Four Corners Region werd voltooid tegen het einde van de jaren 1950. In 1956 identificeerde economisch geoloog Raymond C. Robeck de afzetting van de Tempelberg en noemde het de meest basale eenheid in het gebied van de San Rafael Swell in Utah. In 1957 herzag John H. Stewart het Shinarump-conglomeraat en noemde het de Shinarump-afzetting van de Chinle-formatie.
Studie van de formatie breidde zich noordwaarts uit naar het noorden van Utah en Colorado, mogelijk gemaakt door artikelen van Forrest G. Poole en Stewart (1964) en Steve W. Sikich (1965), die informele lokale afzettingen noemden die gelijkwaardig waren aan die van Arizona en Nieuw-Mexico. De volledige oppervlakte van de eenheid werd in 1967 in kaart gebracht door R.F. Wilson en Stewart. Stewart en zijn collega's creëerden in 1972 een uitgebreid overzicht en herziening van de formatie, waarbij ze de eerdere kennis over Chinle-stratigrafie samenvatten.
VC Kelley wees meer afzettingen toe en herzag de eenheid in 1972. Spencer G. Lucas en S.N. Hayden deden hetzelfde in 1989. De Rock Point-afzetting werd toegewezen door R.F. Dubiel in 1989.
De Chinle werd in 1993 door Lucas verheven tot groepsrang, waardoor ook veel van de afzettingen de status van formatie kregen. Hij omvatte ook de formaties van de Dockum Group van Oost-New Mexico en West-Texas binnen de Chinle Group. Deze gewijzigde nomenclatuur is controversieel; velen behouden nog steeds de Chinle als een formatie en scheiden de Dockum Group af. De Dockum werd genoemd in 1890, vóór de Chinle. Lucas pleitte ook voor het opgeven van de naam Dolores-formatie als een parochiaal synoniem voor de Chinle Group.
Overzichten van de Chinle zijn gemaakt door Dubiel en anderen (1992) en Hintze en Axen (1995).

## Stratigrafie

### Arizona en het westen van New Mexico
Enkele van de meest uitgebreide afzettingen van de Chinle-formatie zijn te vinden op het zuidelijke Colorado-plateau, inclusief Arizona en het westelijke deel van New Mexico. In deze regio is het oudste en stratigrafisch laagste deel van de Chinle het Shinarump-conglomeraat. De Shinarump omvat gevlochten riviersysteem kanaaldeposito facies. De Shinarump intervenieert met een fijnmaziger subeenheid, de Mesa Redondo-afzetting, een van de oudste wijdverbreide eenheden in de badlands van het Painted Desert-gebied. In het westen van New Mexico (met name het Zuni Mountains-gebied), kan de Mesa Redondo-afzetting worden vervangen door een andere zanderige eenheid die bekend staat als de Zuni Mountains-formatie. Sedimenten uit dit tijdsinterval worden gevolgd door de geologische eenheid Bluewater Creek-formatie.
De meeste Chinle-ontsluitingen in de Painted Desert zijn van oudsher geplaatst in de volgende Petrified Forest-afzetting, een segment van Trias-sedimenten die zo divers en uitgebreid zijn dat het soms tot zijn eigen formatie wordt verheven, verder wordt onderverdeeld of nauwer wordt geherdefinieerd. In de breedste definitie is het Petrified Forest Member (of Formation) opgesplitst in drie secties: het modderige Lower Petrified Forest en Upper Petrified Forest, en de zanderige Sonsela Sandstone-bedding, die ze scheidt. De onderste Petrified Forest Member is algemeen bekend als de Blue Mesa-afzetting. In het Petrified Forest National Park (PEFO) en zijn omgeving is het Sonsela-zandsteen dik genoeg om te worden onderverdeeld in verschillende afzonderlijke zandsteenrijke lagen. Het wordt in deze situatie omgedoopt tot Sonsela-afzetting. De Sonsela Sandstone is een verzameling gevlochten stroomkanaalfacies. De bovenste Petrified Forest-afzetting wordt soms de Painted Desert-afzetting genoemd of eenvoudigweg de Petrified Forest-afzetting in een meer beperkte definitie van de term. Het Petrified Forest bestaat voornamelijk uit oeverafzettingen met dunne lenzen van kanaalafzettingen en lacustriene afzettingen.
De afzetting van Petrified Forest gaat over in de afzetting van Owl Rock, een marginale lacustrine tot lacustriene facies die mogelijk een groot merenstelsel vertegenwoordigt. De Owl Rock-afzetting wordt gevolgd door de jongste en meest zanderige subeenheid van de Chinle, de Rock Point-afzetting. The Rock Point is zo onderscheidend dat het eerder werd beschouwd als een eenheid van de Wingate Sandstone, een nieuwe eolische formatie uit het Trias - Vroeg-Jura die in veel gebieden over de Chinle ligt.

### Centraal New Mexico
Ondubbelzinnige blootstellingen van de Chinle-formatie strekken zich uit tot in het centrum van New Mexico, voorbij de oostelijke rand van het Colorado-plateau. De meeste hiervan zijn te vinden in het Chama Basin van noord-centraal New Mexico, met name verschillende beroemde paleontologische vindplaatsen op Ghost Ranch in de buurt van Abiquiu. Kleine blootstellingen komen ook voor in de Lucero Uplift ten westen van Albuquerque, evenals andere gebieden langs de Rio Grandevallei.
Net als op het Colorado-plateau is de laagste grote eenheid in het noorden van centraal New Mexico een zandsteenrijke afzetting. Deze laag, het Agua Zarca-zandsteen, wordt vaak synoniem gemaakt met het Shinarump-conglomeraat, hoewel het kan worden afgeleid van een andere erosiebron. Het wordt vaak voorafgegaan door een zeer dunne laag slibachtige gevlekte lagen. Deze gevlekte laag wordt soms de Zuni-gebergteformatie genoemd, hoewel de toepassing van deze term buiten het Zuni-gebergte twijfelachtig is. In het Chama-bekken zijn de gevlekte lagen in ieder geval afkomstig van het geërodeerde en pedogeen gemodificeerde oppervlak van de Moenkopi-formatie.
De grovere lagere eenheidsgraden in de fijnkorrelige Salitral-formatie, die gelijk is aan de Blue Mesa-afzetting en Bluewater Creek-formatie. In het zuiden van New Mexico kan het in plaats daarvan overgaan in de San Pedro Arroyo-formatie, een vergelijkbare heterolithische eenheid. Grove zandsteen keert terug langs een scherp contact met de volgende Poleo-formatie, een equivalent van de Sonsela-afzetting. De Poleo-formatie loopt over in de dikke kleurrijke sedimenten van de Petrified Forest-afzetting. Auteurs die deze afzetting tot een formatie verheffen, verdelen het in de onderste Mesa Montosa-afzetting en de bovenste Painted Desert-afzetting. De afzetting van Petrified Forest is fossielhoudend in het Chama Basin, met belangrijke vindplaatsen, waaronder de steengroeven Hayden, Canjilon en Snyder van Ghost Ranch.
De stratigrafisch hoogste eenheid in noord-centraal New Mexico is de informeel genoemde siltsteen-afzetting. Deze eenheid is het beste te zien in Ghost Ranch, waar de beroemde Whitaker-steengroeve werd gecreëerd, ook bekend als de Coelophysis-steengroeve vanwege een hoge concentratie fossielen van de theropode dinosauriër Coelophysis bauri. De siltsteen-afzetting kan gelijk zijn aan de Rock Point-afzetting, en sommige auteurs noemen het als zodanig.

### Monument Valley en het zuiden van Utah
De Chinle gaat noordwaarts verder naar het zuiden van Utah en het Four Corners-gebied, hoewel het in het noordwesten sterk dunner wordt. Een smalle band van ongedifferentieerde paarsachtige sedimenten uit het onderste deel van de formatie strekt zich uit tot in de buurt van St. George. De formatie verdikt zich oostwaarts tot het Zion National Park en het Grand Staircase-Escalante National Monument. De Chinle is een prominent onderdeel van de badlands en ontsluitingen in de verschillende nationale parken, monumenten en recreatiegebieden van zuidoost-Utah, die zich in een onderbroken samenraapsel uitstrekken tot aan de San Rafael Swell. De stratigrafische nomenclatuur die in het zuiden van Utah wordt gebruikt, wordt ook gebruikt in Monument Valley, waar de grofkorrelige lagere afzettingen van de Chinle een kapsteen vormen voor vele beroemde buttes die de vallei kenmerken.
In deze regio is de stratigrafisch laagste eenheid in de Chinle meestal het Shinarump-conglomeraat (of Shinarump-lid), dat noordwaarts dunner wordt, maar een betrouwbaar onderdeel is van ontsluitingen in de hele regio. In verschillende gebieden kan een dunne laag gevlekte paleosolen, de Tempelberg-afzetting, op de Shinarump en de onderliggende Moenkopi-formatie worden gelegd.
De Monitor Butte-afzetting ligt boven de afzettingen van Shinarump en Temple Mountain in het zuidoosten van Utah en Monument Valley. Deze eenheid bestaat uit saaie en over het algemeen fijnkorrelige sedimenten, gelijk aan de Blue Mesa-afzetting en Bluewater Creek-formatie die verder naar het zuiden worden gevonden. De facies van dit interval zijn geïnterpreteerd als overbank (distale uiterwaarden) en lacustriene afzettingen. In Zion National Park wordt de Monitor Butte-afzetting vervangen door een dikke tijd-equivalente eenheid, de Cameron-afzetting, dat ook wordt gevonden in de Navajo Nation in de buurt van Cameron. De Cameron-afzetting is praktisch identiek aan de Blue Mesa-afzetting en vertegenwoordigt waarschijnlijk dezelfde depositieomgeving langs het oude riviersysteem dat verantwoordelijk is voor de Chinle-formatie. Het onderscheidt zich ook van de Monitor Butte-afzetting, die meer verdampingsafzettingen en minder rode zandlagen heeft.
De grauwe moddersteen van de Monitor Butte- en Cameron-afzettingen wordt in een paar gebieden opgevolgd door een dun deel van massief conglomeraat zandsteen, de Moss Back-afzetting. Deze afzetting vertegenwoordigt zanderige riviergeulafzettingen en is waarschijnlijk gelijk aan een deel van de Sonsela-afzetting. Elders loopt de Monitor Butte over in de Petrified Forest-afzetting, dat in Utah de dunne maar geografisch uitgestrekte Correo Sandstone-bedding omvat. De Petrified Forest-afzetting wordt gevolgd door de Owl Rock-afzetting. In het Paradox Basin ontwikkelt zich een eenheid van saaie, ingebedde grove en fijne sedimenten, de Kane Springs-bedden. De Kane Springs-bedden zijn rivierafzettingen die waarschijnlijk gelijk zijn aan de Owl Rock-afzetting en het bovenste deel van de Petrified Forest-afzetting. Ten slotte ligt ofwel de Rock Point-afzetting of de Church Rock-afzetting over de Owl Rock. Sommige onderzoekers zijn van mening dat de afzettingen van Church Rock en Rock Point synoniem kunnen zijn. Het zijn complexe heterolithische eenheden, die afwisselend gevlochten rivierfacies, lacustriene en overbankdeposito's vertegenwoordigen.

## Chronologie

### Tetrapode biostratigrafie
De Chinle-formatie is volledig Laat-Triassisch in leeftijd. Tetrapode biostratigrafie voor de Chinle werd voor het eerst ontwikkeld in Lucas' Land Vertebrate Faunachrons systeem. Deze faunachrons zijn gebaseerd op de eerste verschijningen van specifieke phytosauriërgeslachten of subgroepen. Vereenvoudigde stratigrafie op basis van Litwin. Merk op dat leeftijdsschattingen die door Lucas en collega's zijn bedacht, niet noodzakelijkerwijs overeenkomen met andere chronologische methoden die in de Chinle-formatie worden gebruikt.

### Radiometrische datering
Sinds 2011 heeft wijdverbreide radiometrische datering geholpen bij het verfijnen van precieze leeftijdsgegevens voor een deel van de Chinle-formatie, met name in gebieden met een completer stratigrafisch record zoals Petrified Forest National Park (PEFO). Vulkanisme verder naar het zuidwesten langs de Cordilleraanse magmatische boog levert zirkoonkristallen aan het Chinle-systeem, waardoor U-Pb-datering mogelijk is van lagen die zirkoonkorrels bevatten. Geërodeerde sedimenten uit de voorouderlijke Rocky Mountains, Ouachita Mountains en Mogollon Highlands leveren ook oudere herwerkte zirkoon naar het bassin.
Radiometrische datering in Chinle wordt bemoeilijkt door lithologische eigenaardigheden van zirkoonafzetting. Op het eerste gezicht zijn U-Pb-data van grofkorrelige lagen vaak enkele miljoenen jaren ouder dan verwacht op basis van magnetostratigrafie, terwijl door modder gedomineerde lagen over het algemeen nauwkeuriger zijn ondanks een kleinere steekproefomvang. Dit komt waarschijnlijk omdat zandige rivieren een groter aandeel gerecyclede zirkoonkorrels ontvangen van verre geërodeerde rotsen, terwijl modderige vlaktes worden voorzien van verse zirkoonrijke as van hedendaagse vulkaanuitbarstingen. Hoewel zirkonen uit zandsteenrijke lagen minder nuttig zijn voor het afleiden van directe afzettingsleeftijden, kunnen ze zeer nuttig zijn voor het afleiden van sedimentbronnen: elke stollings- of metamorfe sedimentbron heeft zijn eigen reeks oude (meestal Precambrische) zirkoonleeftijden, die kunnen worden getraceerd in Triassische sedimenten.
Ontsluitingen van de Mesa Redondo-afzetting bij PEFO zijn gedateerd op ~ 225 miljoen jaar (2011) of ~ 228 miljoen jaar (2013), hoewel deze kunnen worden beïnvloed door gerecyclede korrels. Latere schattingen van een groot kernboorproject ondersteunen een recentere depositieleeftijd van 223-222 miljoen jaar (2020). Dit suggereert stellig dat vrijwel alle Chinle-formatie in het Norien werd afgezet; Volgens de consensus lange Norien hypothese en radiometrische beoordelingen van mariene lagen, is de Carnien-Norien grens voorlopig vastgesteld op ~ 227 miljoen jaar.
Bij PEFO omvatten U-Pb-schattingen van de Blue Mesa-afzetting 223 miljoen jaar (2011), 222 miljoen jaar (2020) en 221-218 miljoen jaar (2020). Gedateerde ontsluitingen van saaie moddersteen bij St. Johns, Arizona passen ook in deze algemene tijdsperiode. De fossielhoudende Placerias-groeve, voorheen beschouwd als behorend tot een oudere subeenheid, maakt waarschijnlijk deel uit van de Blue Mesa-afzetting op basis van een leeftijdsdatum van 219,4 miljoen jaar (2014). Bij Six Mile Canyon in de buurt van Fort Wingate, New Mexico, wordt de basis van de Blue Mesa-afzetting (of zijn lokale equivalent) gedefinieerd door een duidelijk zandstenen bedding, dat is gedateerd op 221-219 miljoen jaar (2009) of 218 miljoen jaar (2011). De onderliggende Bluewater Creek-formatie is ook gedateerd op 221-219 miljoen jaar (2014), wat suggereert dat het in de tijd overlapt met de Arizonan Blue Mesa-afzetting en mogelijk een deel van de Sonsela-afzetting.
Radiometrische data zijn goed geregistreerd voor de Sonsela-afzetting, hoewel er rekening moet worden gehouden met een hoge concentratie van herwerkte zirkonen bij het afleiden van een nauwkeurige leeftijd van de afzetting. De werkelijke duur van de Sonsela-afzetting is waarschijnlijk van ongeveer 218 tot 213 miljoen jaar (2020), hoewel oudere schattingen de basis op 220-219 miljoen jaar plaatsen (2011, 2013). Een prominente biologische omzet wordt gevonden op de Adamanien-Revueltien-grens in het midden van de Sonsela-afzetting, rond 214 miljoen jaar. Het kan overeenkomen met een lokale uitsterving, of vertegenwoordigt gewoon een tijdsperiode die wordt ingekort door langzame afzetting of een geologische onderbreking. De dunne Sonsela Sandstone-bedding, de naamgenoot van het overeenkomstige afzetting, is gedateerd op 216,6 miljoen jaar (2019) op de typelocatie in Sonsela Buttes in Arizona.
De eerste Chinle U-Pb-leeftijdsgegevens die werden gepubliceerd, hadden betrekking op het Zwarte Woud, een zandsteenlaag nabij de top van de Petrified Forest-afzetting in PEFO. U-Pb-schattingen voor deze laag omvatten ~ 213 miljoen jaar (maximaal 2003), ~ 211 miljoen jaar (2009), en ~ 210 miljoen jaar (2011, 2020). Een vermoedelijk oudere blootstelling van de Petrified Forest-afzetting, de Hayden Quarry bij Ghost Ranch, is gedateerd op 212 miljoen jaar (2011). Een vergelijkbare leeftijd werd gevonden voor het middelste deel van de afzetting in PEFO. Het einde van de afzetting van het Petrified Forest was waarschijnlijk bijna 208 miljoen jaar geleden, wat betekent dat de bovenliggende lagen vermoedelijk de nieuwste Norien-Rhaetien in leeftijd zijn.